# Johann Melchior Goeze
Johann Melchior Goeze (eller Göze), född 16 oktober 1717 i Halberstadt, död 19 maj 1786 i Hamburg, var en tysk luthersk teolog, bror till Johann August Ephraim Goeze.
Goeze blev 1744 diakon i Aschersleben, 1750 pastor i Magdeburg och 1755 kyrkoherde i Hamburg. Goeze har blivit mest känd genom sina litterära strider för den ortodoxa lutherdomens sak mot upplysningens representanter, framför allt Gotthold Ephraim Lessing. 
Hans motståndare gav åt honom genom sina pamfletter ett löjets sken, och Lessing har i sina stridsskrifter (Anti-Goeze med flera) velat "för alla tider upphöja honom till en typ för all möjlig inskräkthet och vetenskapsfientlighet". Numera erkänns det dock från alla sidor, även av Lessings biografer, att Goeze inte gjort sig förtjänt av ett sådant rykte. 
Var han i begåvning och stilistisk förmåga sin store motståndare oändligt underlägsen, saknade han dock varken lärdom eller talang; om hans stridsiver ofta förde honom för långt, var det dock en verkligt ärlig och djup övertygelse, som drev honom att uppta kampen, och de svåraste överilelserna i denna strid begick knappast han.